# Fiction Factory
Fiction Factory foi uma banda escocesa de new wave formada na cidade de Perth, em 1983. O single de estréia da banda, "(Feels Like) Heaven" alcançou o Top 10 da parada britânica. A banda encerrou as atividades em 1987, após o lançamento do segundo álbum, mas Patterson, Medley, McGregor and Jordan se reuniram em 2011 para algumas apresentações.

## Discografia
- Throw the Warped Wheel Out - 1984
- Another Story - 1985